# Roodvleugelmierklauwier
De roodvleugelmierklauwier (Thamnophilus torquatus) is een zangvogel uit de familie Thamnophilidae (miervogels).

## Verspreiding en leefgebied
Deze soort komt voor in het zuidoosten van het Amazonegebied, het oosten van Brazilië en het noordoosten van  Paraguay.

## Status
De grootte van de populatie is niet gekwantificeerd maar de soort wordt omschreven als vrij algemeen. Op de Rode lijst van de IUCN heeft deze soort de status niet bedreigd.